# Microgomphus jannyae
Microgomphus jannyae – gatunek ważki z rodziny gadziogłówkowatych (Gomphidae).